# Miguel Torres Quintana
Miguel Ángel Torres Quintana (Lima, 17 de enero de 1982) es un exfutbolista peruano. Jugaba de centrocampista y tiene 43 años.

## Biografía
Nacido en Lima. El sábado 21 de diciembre de 2013 contrajo matrimonio con Gretchen Lavado Hinojosa en la Iglesia de San Pedro de su ciudad natal. Actualmente tiene 3 hijos.

## Trayectoria
Luego de su paso por la Academia Calegari del distrito de San Borja, comenzó su carrera en las divisiones menores del Club Universitario de Deportes. En el año 2000 fue ascendido al primer equipo de la U, debutando oficialmente en la primera división el 8 de septiembre en la victoria de los cremas por 6-2 sobre el Club Deportivo Wanka. Dos años más tarde fue transferido al Coronel Bolognesi con el objetivo de tener más continuidad, luego pasaría al Sport Boys, al Cienciano y finalmente regresaría a Universitario en el 2007.

## Selección nacional
Ha sido internacional con la selección de fútbol del Perú en 5 ocasiones. Su debut se produjo el 26 de marzo de 2008 en un encuentro amistoso ante la selección de Costa Rica, que finalizó con marcador de 3-1 a favor de los peruanos.

## Clubes
| Club                      | País | Año         |
| ------------------------- | ---- | ----------- |
| América Cochahuayco       | Perú | 1999        |
| Universitario de Deportes | Perú | 2000 - 2002 |
| Coronel Bolognesi         | Perú | 2003        |
| Sport Boys                | Perú | 2004        |
| Cienciano                 | Perú | 2005 - 2007 |
| Universitario de Deportes | Perú | 2007 - 2014 |
| Ayacucho F. C.            | Perú | 2015        |
| Atlético Torino           | Perú | 2016        |

## Palmarés

### Campeonatos nacionales
| Título                    | Club                      | País | Año  |
| ------------------------- | ------------------------- | ---- | ---- |
| Primera División del Perú | Universitario de Deportes | Perú | 2000 |
| Torneo Apertura           | Universitario de Deportes | Perú | 2002 |
| Torneo Apertura           | Cienciano                 | Perú | 2005 |
| Torneo Clausura           | Cienciano                 | Perú | 2006 |
| Torneo Apertura           | Universitario de Deportes | Perú | 2008 |
| Primera División del Perú | Universitario de Deportes | Perú | 2009 |
| Primera División del Perú | Universitario de Deportes | Perú | 2013 |